# ISU-Grand-Prix-Serie 2012/13
Die ISU-Grand-Prix-Serie 2012/13 war eine Serie von Eiskunstlaufwettbewerben, die vom 19. Oktober bis zum 9. Dezember 2012 von der Internationalen Eislaufunion veranstaltet wurden. Entscheidungen fanden in den Eiskunstlauf-Disziplinen Einzellauf der Herren, Einzellauf der Damen, Paarlauf und Eistanz statt.
Die Teilnehmer errangen gemäß ihren Platzierungen bei den Wettbewerben Punkte. Die sechs punktbesten Teilnehmer jeder Disziplin qualifizierten sich für das Grand-Prix-Finale in Sotschi.    

## Termine
Die Serie fand an folgenden Orten und zu folgenden Daten statt:
| Veranstaltung        | Austragungsort | Datum                |
| -------------------- | -------------- | -------------------- |
| Skate America        | Kent           | 19. bis 21. Oktober  |
| Skate Canada         | Windsor        | 26. bis 28 Oktober   |
| Cup of China         | Shanghai       | 2. bis 4. November   |
| Rostelecom Cup       | Moskau         | 9. bis 11. November  |
| Trophée Eric Bompard | Paris          | 16. bis 18. November |
| NHK Trophy           | Sendai         | 23. bis 25. November |
| Grand-Prix-Finale    | Sotschi        | 6. bis 9. Dezember   |

## Ergebnisse
| Veranstaltung | Disziplin | Gold                                 | Silber                               | Bronze                        |
| ------------- | --------- | ------------------------------------ | ------------------------------------ | ----------------------------- |
| Skate America | Herren    | Takahiko Kozuka                      | Yuzuru Hanyū                         | Tatsuki Machida               |
| Skate America | Damen     | Ashley Wagner                        | Christina Gao                        | Adelina Sotnikowa             |
| Skate America | Paare     | Tatjana Wolossoschar / Maxim Trankow | Pang Qing / Tong Jian                | Caydee Denney / John Coughlin |
| Skate America | Eistanzen | Meryl Davis / Charlie White          | Jekaterina Bobrowa / Dmitri Solowjow | Kaitlyn Weaver / Andrew Poje  |

| Veranstaltung | Disziplin | Gold                              | Silber                         | Bronze                                  |
| ------------- | --------- | --------------------------------- | ------------------------------ | --------------------------------------- |
| Skate Canada  | Herren    | Javier Fernández López            | Patrick Chan                   | Nobunari Oda                            |
| Skate Canada  | Damen     | Kaetlyn Osmond                    | Akiko Suzuki                   | Kanako Murakami                         |
| Skate Canada  | Paare     | Aljona Savchenko / Robin Szolkowy | Meagan Duhamel / Eric Radford  | Stefania Berton / Ondřej Hotárek        |
| Skate Canada  | Eistanzen | Tessa Virtue / Scott Moir         | Anna Cappellini / Luca Lanotte | Jekaterina Rjasanowa / Ilja Tkatschenko |

| Veranstaltung | Disziplin | Gold                               | Silber                               | Bronze                          |
| ------------- | --------- | ---------------------------------- | ------------------------------------ | ------------------------------- |
| Cup of China  | Herren    | Tatsuki Machida                    | Daisuke Takahashi                    | Sergei Woronow                  |
| Cup of China  | Damen     | Mao Asada                          | Julija Lipnizkaja                    | Kiira Korpi                     |
| Cup of China  | Paare     | Pang Qing / Tong Jian              | Juko Kawaguti / Alexander Smirnow    | Xenija Stolbowa / Fjodor Klimow |
| Cup of China  | Eistanzen | Nathalie Péchalat / Fabian Bourzat | Jekaterina Bobrowa / Dmitri Solowjow | Kaitlyn Weaver / Andrew Poje    |

| Veranstaltung  | Disziplin | Gold                                 | Silber                             | Bronze                                   |
| -------------- | --------- | ------------------------------------ | ---------------------------------- | ---------------------------------------- |
| Rostelecom Cup | Herren    | Patrick Chan                         | Takahiko Kozuka                    | Michal Březina                           |
| Rostelecom Cup | Damen     | Kiira Korpi                          | Gracie Gold                        | Agnes Zawadzki                           |
| Rostelecom Cup | Paare     | Tatjana Wolossoschar / Maxim Trankow | Wera Basarowa / Juri Larionow      | Caydee Denney / John Coughlin            |
| Rostelecom Cup | Eistanzen | Tessa Virtue / Scott Moir            | Jelena Iljinych / Nikita Kazalapow | Wiktorija Sinizina / Ruslan Schiganschin |

| Veranstaltung        | Disziplin | Gold                               | Silber                         | Bronze                                  |
| -------------------- | --------- | ---------------------------------- | ------------------------------ | --------------------------------------- |
| Trophée Eric Bompard | Herren    | Takahito Mura                      | Jeremy Abbott                  | Florent Amodio                          |
| Trophée Eric Bompard | Damen     | Ashley Wagner                      | Jelisaweta Tuktamyschewa       | Julija Lipnizkaja                       |
| Trophée Eric Bompard | Paare     | Juko Kawaguti / Alexander Smirnow  | Meagan Duhamel / Eric Radford  | Stefania Berton / Ondřej Hotárek        |
| Trophée Eric Bompard | Eistanzen | Nathalie Péchalat / Fabian Bourzat | Anna Cappellini / Luca Lanotte | Jekaterina Rjasanowa / Ilja Tkatschenko |

| Veranstaltung | Disziplin | Gold                          | Silber                                  | Bronze                           |
| ------------- | --------- | ----------------------------- | --------------------------------------- | -------------------------------- |
| NHK Trophy    | Herren    | Yuzuru Hanyū                  | Daisuke Takahashi                       | Ross Miner                       |
| NHK Trophy    | Damen     | Mao Asada                     | Akiko Suzuki                            | Mirai Nagasu                     |
| NHK Trophy    | Paare     | Wera Basarowa / Juri Larionow | Kirsten Moore-Towers / Dylan Moscovitch | Marissa Castelli / Simon Shnapir |
| NHK Trophy    | Eistanzen | Meryl Davis / Charlie White   | Jelena Iljinych / Nikita Kazalapow      | Maia Shibutani / Alex Shibutani  |

| Veranstaltung     | Disziplin | Gold                                 | Silber                        | Bronze                             |
| ----------------- | --------- | ------------------------------------ | ----------------------------- | ---------------------------------- |
| Grand-Prix-Finale | Herren    | Daisuke Takahashi                    | Yuzuru Hanyū                  | Patrick Chan                       |
| Grand-Prix-Finale | Damen     | Mao Asada                            | Ashley Wagner                 | Akiko Suzuki                       |
| Grand-Prix-Finale | Paare     | Tatjana Wolossoschar / Maxim Trankow | Wera Basarowa / Juri Larionow | Pang Qing / Tong Jian              |
| Grand-Prix-Finale | Eistanzen | Meryl Davis / Charlie White          | Tessa Virtue / Scott Moir     | Nathalie Péchalat / Fabian Bourzat |